# Dactylorhiza foliosa
Dactylorhiza foliosa es una especie de orquídea endémica de Madeira. Habita los bosques de Laurisilva en altitudes de entre 500 a 1.100 m s. n. m.

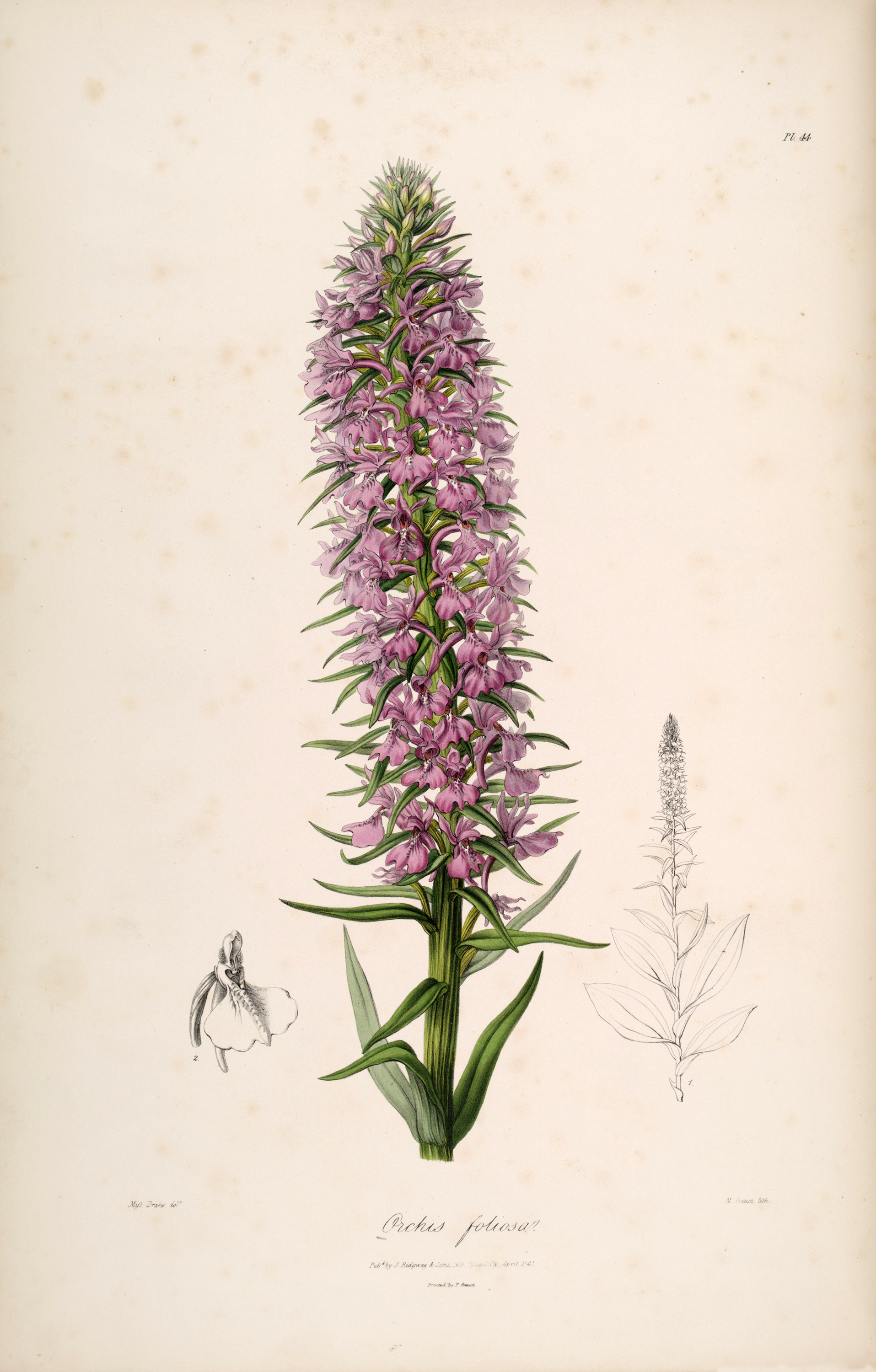
Ilustración

## Descripción
Planta perenne, tuberosa que alcanza 80 cm de altura, con grandes hojas obo-lanceoladas (35 cm). A principios de verano produce espigas florales de entre 15 a 40 cm de alto con hasta 50 flores en cada una de color rosa púrpura o rosa pálido con manchas más oscuras.

## Taxonomía
Dactylorhiza foliosa fue descrita por (Rchb.f.) Soó y publicado en Nom. Nova Gen. Dactylorhiza 7 7. 1962.
Etimología
Dactylorhiza: nombre genérico que procede de las palabras griegas: "daktylos" (dedo) y "rhiza" (raíz). Esto es por la forma de los dos  tubérculos subterráneos que caracteriza a las especies del género.
foliosa: epíteto latíno que significa "frondosa"
Sinonimia
- Orchis foliosa Sol. ex Lowe (1831)
- Orchis latifolia var. foliosa Rchb.f. (1851) (Basionym)
- Dactylorchis orientalis subsp. foliosa (Rchb.f.) Klinge (1898)
- Orchis orientalis subsp. foliosa (Rchb.f.) Klinge (1898)
- Dactylorchis foliosa (Rchb.f.) Verm. (1947)
- Orchis maderensis Summerh. (1947 publ. 1948)
- Dactylorhiza incarnata subsp. foliosa (Rchb.f.) H.Sund. (1975)